# サラ・ダレリオ
サラ・ダレリオ（Sarah D'Alelio、1980年12月13日 - ）は、アメリカ合衆国の女性総合格闘家。メイン州ウォルド郡ベルファスト出身。シーザー・グレイシー柔術アカデミー所属。

## 来歴
アマチュアで2試合戦って（1勝1敗）プロへ転向。
2010年2月20日、デビュー戦をギロチンチョークで一本勝ち。
2011年8月12日、Strikeforce Challengers 18でロンダ・ラウジーと対戦し、腕ひしぎ十字固めで口頭一本負け。

### Invicta FC
2012年4月28日、Invicta FC 1でヴァネッサ・マリスカルにパウンドでギブアップ勝ち。
2012年7月28日、Invicta FC 2でヴァネッサ・ポルトと対戦し、逆三角絞めで一本勝ち。
2012年10月6日、Invicta FC 3でシェイナ・ベイズラーと対戦し、リアネイキッドチョークで一本負け。
2013年1月5日、Invicta FC 4でアマンダ・ヌネスと対戦し、判定勝ち。
2013年7月13日、Invicta FC 6でローレン・マーフィーと対戦し、判定負け。
2014年5月11日、PANCRASE 258で中井りんと対戦し、判定負け。
2016年3月11日、Invicta FC 16でアンドレア・リーと対戦し、リアネイキッドチョークで一本勝ち。
2017年5月20日、Invicta FC 23でロクサン・モダフェリと対戦し、肘打ちでTKO負け。

## 戦績
| 総合格闘技 戦績 | 総合格闘技 戦績 | 総合格闘技 戦績 | 総合格闘技 戦績 | 総合格闘技 戦績 | 総合格闘技 戦績 | 総合格闘技 戦績 |
| --------------- | --------------- | --------------- | --------------- | --------------- | --------------- | --------------- |
| 18 試合         | (T)KO           | 一本            | 判定            | その他          | 引き分け        | 無効試合        |
| 11 勝           | 1               | 8               | 2               | 0               | 0               | 0               |
| 7 敗            | 1               | 2               | 4               | 0               | 0               | 0               |

| 勝敗 | 対戦相手                 | 試合結果                        | 大会名                              | 開催年月日     |
| ×    | ロクサン・モダフェリ     | 3R 1:37 TKO（肘打ち）           | Invicta FC 23: Porto vs. Niedźwiedź | 2017年5月20日  |
| ○    | ジェイミー・ニベラ       | 2R 4:46 腕ひしぎ十字固め        | Bellator 165                        | 2016年11月19日 |
| ○    | ジェニー・リウー         | 5分3R終了 判定3-0               | Super Fight League 50               | 2016年7月23日  |
| ○    | アンドレア・リー         | 3R 4:21 リアネイキッドチョーク  | Invicta FC 16: Hamasaki vs. Brown   | 2016年3月11日  |
| ○    | クリスティーナ・マークス | 1R 4:38 リアネイキッドチョーク  | BAMMA USA: Badbeat 14               | 2015年1月9日   |
| ×    | 中井りん                 | 5分3R終了 判定0-3               | PANCRASE 258                        | 2014年5月11日  |
| ×    | トーニャ・エヴァンジャー | 5分3R終了 判定0-3               | Invicta FC 7: Honchak vs. Smith     | 2013年12月7日  |
| ×    | ローレン・マーフィー     | 5分3R終了 判定0-3               | Invicta FC 6: Coenen vs. Cyborg     | 2013年7月13日  |
| ○    | アマンダ・ヌネス         | 5分3R終了 判定3-0               | Invicta FC 4: Esparza vs. Hyatt     | 2013年1月5日   |
| ×    | シェイナ・ベイズラー     | 2R 0:37 リアネイキッドチョーク  | Invicta FC 3: Penne vs. Sugiyama    | 2012年10月6日  |
| ○    | ヴァネッサ・ポルト       | 1R 3:16 逆三角絞め              | Invicta FC 2: Baszler vs. McMann    | 2012年7月28日  |
| ○    | ヴァネッサ・マリスカル   | 2R 3:19 ギブアップ（パウンド）  | Invicta FC 1: Coenen vs. Ruyssen    | 2012年4月28日  |
| ×    | ロンダ・ラウジー         | 1R 0:25 TKO（腕ひしぎ十字固め） | Strikeforce Challengers 18          | 2011年8月12日  |
| ×    | ジュリー・ケッジー       | 5分3R終了 判定0-3               | Jackson's MMA Series 3              | 2010年12月18日 |
| ○    | Raquel Pa'aluhi          | 1R 2:13 腕ひしぎ十字固め        | X-1: Heroes                         | 2010年9月11日  |
| ○    | メリッサ・スティール     | 1R 1:25 TKO（パンチ）           | CageSport 11                        | 2010年7月24日  |
| ○    | コーリン・シュナイダー   | 2R リアネイキッドチョーク       | FE: Arctic Combat 2                 | 2010年3月19日  |
| ○    | サラ・オリザ             | 1R 0:29 ギロチンチョーク        | CageSport 9                         | 2010年2月20日  |